# Clavus pulicarius
Clavus pulicarius é uma espécie de gastrópode do gênero Clavus, pertencente a família Drilliidae.